# English Training: Disfruta y Mejora tu Inglés
English Training: Disfruta y mejora tu inglés (英語が苦手な大人のDSトレーニング えいご漬け, Eigo ga Nigate na Otona no Dīesu Torēningu: Eigo tsuke), más conocido simplemente como English Training, es un videojuego educativo desarrollado por PLATO y publicado por Nintendo para Nintendo DS. Pertenece a la serie de videojuegos Training. El juego llegó inicialmente al mercado el 26 de enero de 2006 en Japón, posteriormente el 27 de octubre de 2006 a varios países de Europa y finalmente el 18 de enero de 2007 en Corea del Sur.
Al igual que otros juegos de Nintendo DS, English Training pertenece a la serie de juegos Touch! Generations junto a otros como 42 Juegos de Siempre, Brain Training, Nintendogs o Tetris DS.

## Juego
El diseño de English Training es una variación del anterior juego Brain Training con la diferencia de estar centrado en el repaso del inglés, partiendo de que el jugador tiene unas nociones básicas de inglés. Aunque está diferenciado en niveles de aprendizaje, el jugador debe tener al menos un bagaje básico para entender las estructuras y algunas sencillas palabras.

## Multijugador
English Training también ofrece un modo multijugador donde es posible que hasta un total de 8 jugadores puedan medir su nivel de inglés en dos tipos de pruebas diferentes: "Batalla de Vocabulario" y "Carrera Popular".